# Rubén Carrerou
Rubén Carrerou (* 1920) ist ein ehemaliger uruguayischer Leichtathlet.

## Karriere
Carrerou war in der Disziplin Hammerwurf aktiv. Seine persönliche Bestleistung datiert vom 5. Oktober 1946, als er beim Wettbewerb in Montevideo eine Weite von 51,61 Metern erzielte. Für die Olympischen Spiele 1948 in London wurde der zu dieser Zeit dem Club Atlético Atenas angehörende Carrerou zwar in eine Vorauswahl aufgenommen, schaffte den Sprung ins olympische Aufgebot jedoch letztlich nicht.
Bei den inoffiziellen Südamerikameisterschaften des Jahres 1950 gewann er die Hammerwurfkonkurrenz mit einer Weite von 50,29 Metern vor dem Chilenen Edmundo Zúñiga und seinem Landsmann Enrique Vázquez. Er nahm zudem mit der uruguayischen Mannschaft an den Panamerikanischen Spielen 1951 in Buenos Aires teil.

## Erfolge
- 1. Platz Südamerikameisterschaften (inoffiziell): 1950

## Persönliche Bestleistungen
- Hammerwurf: 51,61 Meter, 5. Oktober 1946, Montevideo